# Triangle mineiro
Pour les articles homonymes, voir Mineiro (homonymie).

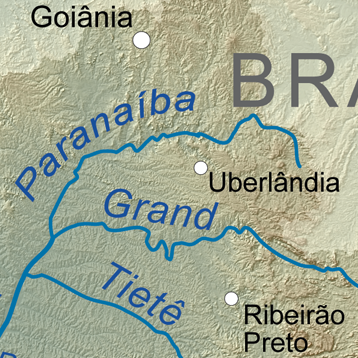
Carte du triangle mineiro.

Le triangle mineiro (de mineiro, en portugais, adjectif désignant ce qui se rattache à l'État du Minas Gerais), est une région de l'ouest de l'État du Minas Gerais, située entre les rivières rio Grande et rio Paranaíba, qui se rejoignent pour former le rio Paraná.
Il s'agit de l'une des régions les plus développées de l'État. On y trouve des villes modernes et bien structurées. Ses principales activités économiques sont l'industrie et l'agriculture, notamment les cultures du café, du maïs, du soja et de la canne à sucre, ainsi que l'élevage.
Les principales villes sont de la région sont Uberlândia, Uberaba, Patos de Minas, Ituiutaba, Patrocínio, Araxá, Frutal, Araguari, Monte Carmelo, Prata et Iturama.